# Daiphanta nigraria
Daiphanta nigraria là một loài bướm đêm trong họ Geometridae.